# Singles de Snoop Dogg
A discografia de singles do rapper estadunidense Snoop Dogg.

## Singles

### Solo

#### Anos 1990s
| Ano | Título                                                  | Desempenho nas paradas | Desempenho nas paradas | Desempenho nas paradas | Desempenho nas paradas | Desempenho nas paradas | Desempenho nas paradas | Desempenho nas paradas | Desempenho nas paradas | Desempenho nas paradas | Desempenho nas paradas | Desempenho nas paradas | Desempenho nas paradas | Desempenho nas paradas | Certificações | Álbum                                 |
| Ano | Título                                                  | EUA                    | EUA R&B                | EUA Rap                | EUA Rhythmic           | EUA Dance              | ALE                    | AUS                    | BEL                    | FRA                    | HOL                    | NZL                    | SUI                    | Reino Unido            | Certificações | Álbum                                 |
| --- | ------------------------------------------------------- | ---------------------- | ---------------------- | ---------------------- | ---------------------- | ---------------------- | ---------------------- | ---------------------- | ---------------------- | ---------------------- | ---------------------- | ---------------------- | ---------------------- | ---------------------- | ------------- | ------------------------------------- |
| 1993 | "What's My Name?"                                       | 8                      | 8                      | 1                      | 12                     | 43                     | 20                     | 13                     | 22                     | 11                     | 8                      | 4                      | 21                     | 20                     | - : Ouro      | Doggystyle                            |
| 1994 | "Gin and Juice"                                         | 8                      | 13                     | 1                      | 5                      | 1                      | —                      | 49                     | —                      | —                      | —                      | 11                     | —                      | 39                     | - : Ouro      | Doggystyle                            |
| 1994 | "Doggy Dogg World" (com Tha Dogg Pound & The Dramatics) | 46                     | 25                     | 4                      | 19                     | —                      | —                      | —                      | —                      | —                      | —                      | —                      | —                      | 32                     |               | Doggystyle                            |
| 1994 | "Murder Was the Case"                                   | 67                     | —                      | —                      | 36                     | —                      | —                      | —                      | —                      | —                      | —                      | —                      | —                      | —                      |               | Murder Was the Case                   |
| 1996 | "Snoop's Upside Ya Head" (com Charlie Wilson)           | —                      | 37                     | —                      | —                      | —                      | 34                     | 46                     | 8                      | —                      | 32                     | 7                      | —                      | 12                     |               | Tha Doggfather                        |
| 1997 | "Wanted Dead or Alive" (com Tupac Shakur)               | —                      | —                      | —                      | —                      | —                      | —                      | 41                     | —                      | —                      | —                      | 3                      | —                      | 16                     |               | Gridlock'd soundtrack                 |
| 1997 | "Vapors" (com Teena Marie & Charlie Wilson)             | —                      | —                      | —                      | —                      | —                      | —                      | —                      | —                      | —                      | —                      | 7                      | —                      | 18                     |               | Tha Doggfather                        |
| 1997 | "Doggfather"                                            | —                      | —                      | —                      | —                      | —                      | —                      | —                      | —                      | —                      | —                      | 20                     | —                      | 36                     |               | Tha Doggfather                        |
| 1997 | "We Just Wanna Party with You" (com Jermaine Dupri)     | —                      | 58                     | —                      | —                      | —                      | 82                     | 28                     | 57                     | —                      | —                      | 10                     | —                      | 21                     |               | Men in Black                          |
| 1998 | "Still a G Thang"                                       | 19                     | 16                     | 3                      | 36                     | —                      | —                      | —                      | —                      | —                      | —                      | —                      | —                      | —                      |               | Da Game Is to Be Sold, Not to Be Told |
| 1999 | "Woof!" (com Fiend & Mystikal)                          | 62                     | 31                     | 3                      | —                      | —                      | —                      | —                      | —                      | —                      | —                      | —                      | —                      | —                      |               | Da Game Is to Be Sold, Not to Be Told |
| 1999 | "G Bedtime Stories"                                     | —                      | —                      | —                      | —                      | —                      | —                      | —                      | —                      | —                      | —                      | —                      | —                      | —                      |               | No Limit Top Dogg                     |
| 1999 | "Bitch Please" (com Xzibit & Nate Dogg)                 | 77                     | 26                     | 8                      | 30                     | —                      | —                      | —                      | —                      | —                      | —                      | —                      | 48                     | —                      |               | No Limit Top Dogg                     |
| 1999 | "Down 4 My Niggaz" (com C-Murder & Magic)               | 111                    | 29                     | —                      | —                      | —                      | —                      | —                      | —                      | —                      | —                      | —                      | —                      | —                      |               | No Limit Top Dogg                     |
| "—" Denota singles que não entraram na parada ou não foram lançados no país. "*" Denota singles que entraram na vertente airplay da parada. |                                                         |                        |                        |                        |                        |                        |                        |                        |                        |                        |                        |                        |                        |                        |               |                                       |

#### 2000s
| Ano | Título                                                                                  | Desempenho nas paradas | Desempenho nas paradas | Desempenho nas paradas | Desempenho nas paradas | Desempenho nas paradas | Desempenho nas paradas | Desempenho nas paradas | Desempenho nas paradas | Desempenho nas paradas | Desempenho nas paradas | Desempenho nas paradas | Desempenho nas paradas | Desempenho nas paradas | Certificações                                             | Álbum                                   |
| Ano | Título                                                                                  | EUA                    | EUA R&B                | EUA Rap                | EUA Rhythmic           | EUA Dance              | ALE                    | AUS                    | BEL                    | FRA                    | HOL                    | NZL                    | SUI                    | Reino Unido            | Certificações                                             | Álbum                                   |
| --- | --------------------------------------------------------------------------------------- | ---------------------- | ---------------------- | ---------------------- | ---------------------- | ---------------------- | ---------------------- | ---------------------- | ---------------------- | ---------------------- | ---------------------- | ---------------------- | ---------------------- | ---------------------- | --------------------------------------------------------- | --------------------------------------- |
| 2000 | "What's My Name? Pt. 2"                                                                 | 77                     | 25                     | 8                      | 25                     | —                      | —                      | —                      | —                      | —                      | 8                      | —                      | —                      | 13                     |                                                           | Tha Last Meal                           |
| 2001 | "Hennesey n Buddah" (com Kokane)                                                        | —                      | —                      | —                      | —                      | —                      | —                      | —                      | —                      | 41                     | —                      | —                      | —                      | —                      |                                                           | Tha Last Meal                           |
| 2001 | "Lay Low" (com Master P, Nate Dogg, Butch Cassidy & Tha Eastsidaz)                      | 50                     | 20                     | 8                      | 17                     | —                      | 49                     | —                      | —                      | 81                     | 33                     | —                      | 48                     | —                      |                                                           | Tha Last Meal                           |
| 2001 | "Loosen' Control" (com Butch Cassidy)                                                   | —                      | —                      | —                      | —                      | —                      | —                      | —                      | —                      | —                      | —                      | —                      | —                      | —                      |                                                           | Tha Last Meal                           |
| 2001 | "Wrong Idea" (com Bad Azz, Kokane & Lil' ½ Dead)                                        | —                      | 75                     | —                      | —                      | —                      | —                      | —                      | —                      | —                      | —                      | —                      | —                      | —                      |                                                           | Tha Last Meal                           |
| 2001 | "The Wash" (dueto com Dr. Dre)                                                          | 107                    | 43                     | —                      | —                      | —                      | —                      | —                      | —                      | 58                     | —                      | —                      | —                      | —                      |                                                           | The Wash                                |
| 2001 | "Just a Baby Boy" (com Tyrese Gibson & Mr. Tan)                                         | 90                     | 40                     | —                      | 34                     | —                      | —                      | —                      | —                      | —                      | —                      | —                      | —                      | —                      |                                                           | Baby Boy                                |
| 2001 | "Do U Wanna Roll" (Dueto com R.L. & Lil' Kim)                                           | 84                     | 52                     | 11                     | 19                     | —                      | —                      | —                      | —                      | —                      | —                      | —                      | —                      | —                      |                                                           | Dr. Dolittle 2 soundtrack               |
| 2002 | "Undercova Funk (Give Up the Funk)" (com Mr. Kane, Bootsy Collins, Quaze & Fred Wesley) | —                      | —                      | —                      | —                      | —                      | —                      | —                      | —                      | —                      | —                      | —                      | 77                     | —                      |                                                           | Undercover Brother                      |
| 2002 | "From tha Chuuuch to da Palace" (com Pharrell Williams)                                 | 77                     | 31                     | 16                     | 27                     | —                      | 75                     | —                      | —                      | —                      | 97                     | —                      | —                      | 27                     |                                                           | Paid Tha Cost To Be Da Bo$$             |
| 2002 | "Mission Cleopatra" (com Jamel Debbouze)                                                | —                      | —                      | —                      | —                      | —                      | —                      | —                      | —                      | 8                      | —                      | —                      | —                      | —                      | - : Ouro                                                  | Asterix & Obelix: Mission Cleopatra     |
| 2003 | "Beautiful" (com Pharrell Williams e Charlie Wilson)                                    | 6                      | 3                      | 3                      | 6                      | —                      | 27                     | 4                      | 14                     | 39                     | 13                     | 4                      | 19                     | 2                      | - : Ouro - : Ouro                                         | Paid Tha Cost To Be Da Bo$$             |
| 2003 | "It Blows My Mind" (com Pharrell Williams)                                              | —                      | 68                     | —                      | —                      | —                      | —                      | —                      | —                      | —                      | —                      | —                      | —                      | —                      |                                                           | The Neptunes Present... Clones          |
| 2004 | "Drop It Like It's Hot" (com Pharrell Williams)                                         | 1                      | 1                      | 1                      | 1                      | —                      | 8                      | 4                      | 9                      | 21                     | 7                      | 1                      | 3                      | 10                     | - : 2× Platina - : Ouro - : Prata - : Ouro                | R&G (Rhythm & Gangsta): The Masterpiece |
| 2004 | "Let's Get Blown" (com Pharrell Williams)                                               | 54                     | 19                     | 12                     | 26                     | —                      | —                      | —                      | 2                      | —                      | 35                     | 19                     | 22                     | 13                     |                                                           | R&G (Rhythm & Gangsta): The Masterpiece |
| 2005 | "Signs" (com Justin Timberlake & Charlie Wilson)                                        | 46                     | —                      | —                      | 24                     | —                      | 3                      | 1                      | 11                     | 13                     | 6                      | 4                      | 5                      | 2                      | - : Ouro - : Ouro - : Prata - : Ouro                      | R&G (Rhythm & Gangsta): The Masterpiece |
| 2005 | "Ups & Downs"                                                                           | —                      | 67                     | —                      | —                      | —                      | 84                     | 25                     | 3                      | —                      | 78                     | —                      | 46                     | 36                     |                                                           | R&G (Rhythm & Gangsta): The Masterpiece |
| 2006 | "I Wanna Fuck You" (dueto com Akon)                                                     | 1                      | 3                      | —                      | 1                      | —                      | 14                     | 6                      | 13                     | —                      | 20                     | 2                      | 16                     | 3                      | - : 3× Platina - : Ouro - : Platina - : Prata - : Platina | Tha Blue Carpet Treatment               |
| 2006 | "Vato" (com B-Real)                                                                     | —                      | 85                     | —                      | —                      | —                      | —                      | 55                     | —                      | —                      | —                      | —                      | —                      | —                      |                                                           | Tha Blue Carpet Treatment               |
| 2006 | "That's That Shit" (com R. Kelly)                                                       | 20                     | 9                      | 3                      | 7                      | —                      | 39                     | 64                     | —                      | 30                     | 73                     | 18                     | 37                     | 38                     |                                                           | Tha Blue Carpet Treatment               |
| 2006 | "Candy (Drippin' Like Water)" (com E-40, MC Eiht, Goldie Loc, Daz Dillinger & Kurupt)   | —                      | —                      | —                      | —                      | —                      | —                      | —                      | —                      | —                      | —                      | —                      | —                      | —                      |                                                           | Tha Blue Carpet Treatment               |
| 2007 | "Boss' Life" (com Nate Dogg)                                                            | —                      | 65                     | —                      | —                      | —                      | —                      | —                      | —                      | —                      | —                      | —                      | —                      | —                      |                                                           | Tha Blue Carpet Treatment               |
| 2007 | "Sexual Eruption"                                                                       | 7                      | 5                      | 10                     | 3                      | 1                      | 15                     | 5                      | 2                      | —                      | 36                     | 10                     | 22                     | 24                     |                                                           | Ego Trippin                             |
| 2008 | "Life of da Party"                                                                      | 105                    | 48                     | 14                     | 31                     | —                      | —                      | —                      | —                      | —                      | —                      | —                      | —                      | —                      |                                                           | Ego Trippin                             |
| 2008 | "Those Gurlz"                                                                           | —                      | 91                     | —                      | —                      | —                      | —                      | —                      | —                      | —                      | —                      | —                      | —                      | —                      |                                                           | Ego Trippin                             |
| 2008 | "My Medicine" (com Willie Nelson)                                                       | —                      | —                      | —                      | —                      | —                      | —                      | —                      | —                      | —                      | 39                     | —                      | —                      | —                      |                                                           | Ego Trippin                             |
| 2009 | "Gangsta Luv" (com The-Dream)                                                           | 35                     | 24                     | 5                      | 8                      | —                      | —                      | —                      | 18                     | —                      | —                      | 13                     | —                      | —                      |                                                           | Malice n Wonderland                     |
| 2009 | "That's tha Homie"                                                                      | —                      | —                      | —                      | —                      | —                      | —                      | —                      | —                      | —                      | —                      | —                      | —                      | —                      |                                                           | Malice n Wonderland                     |
| 2009 | "I Wanna Rock"                                                                          | 41                     | 10                     | 3                      | 12                     | —                      | —                      | —                      | —                      | —                      | —                      | —                      | —                      | —                      |                                                           | Malice n Wonderland                     |
| 2009 | "Pronto" (com Soulja Boy)                                                               | —                      | —                      | —                      | —                      | —                      | —                      | —                      | —                      | —                      | —                      | —                      | —                      | —                      |                                                           | Malice n Wonderland                     |
| "—" Denota singles que não entraram na parada ou não foram lançados no país. "*" Denota singles que entraram na vertente airplay da parada. |                                                                                         |                        |                        |                        |                        |                        |                        |                        |                        |                        |                        |                        |                        |                        |                                                           |                                         |

#### 2010s
| 2010                                                                         | "Wet/Sweat" (com David Guetta)                            | 113 | 40  | 18 | 31 | 2  | 1  | 1  | 1   | 6  | 5 | 2 | 4  | - : 4× Platina - : Platina - : Platina - : Platina - : Platina | Doggumentary'                 |
| 2011                                                                         | "Platinum" (com R. Kelly)                                 | —   | 60  | 47 | —  | —  | —  | —  | —   | —  | — | — | —  |                                                                | Doggumentary'                 |
| 2011                                                                         | "Boom" (com T-Pain)                                       | 76  | 104 | 15 | 25 | —  | 40 | 15 | —   | —  | — | — | 56 |                                                                | Doggumentary'                 |
| 2011                                                                         | "Young, Wild & Free" (dueto com Wiz Khalifa & Bruno Mars) | 7   | 56  | 4  | 1  | 15 | 4  | 9  | 6   | 11 | 2 | 6 | 44 | - : 3× Platina - : 4× Platina - : Ouro - : Ouro - : Platina    | Mac & Devin Go to High School |
| 2012                                                                         | "Here Comes the King" (com Angela Hunte)                  | —   | —   | —  | —  | —  | —  | —  | 124 | —  | — | — | —  |                                                                | Reincarnated                  |
| 2012                                                                         | "Lighters Up" (com Mavado & Popcaan)                      | —   | —   | —  | —  | —  | —  | 29 | —   | —  | — | — | —  |                                                                | Reincarnated                  |
| 2013                                                                         | "No Guns Allowed" (com Drake & Cori B)                    | —   | 58  | —  | —  | —  | —  | 61 | —   | —  | — | — | —  |                                                                | Reincarnated                  |
| 2013                                                                         | "Ashtrays and Heartbreaks" (com Miley Cyrus)              | —   | —   | —  | —  | —  | —  | 20 | —   | —  | — | — | —  | - : Ouro                                                       | Reincarnated                  |
| 2013                                                                         | "Faden Away" (dueto com Dâm-Funk)                         | —   | —   | —  | —  | —  | —  | —  | —   | —  | — | — | —  |                                                                | 7 Days of Funk                |
| 2015                                                                         | "Peaches N Cream" (com Charlie Wilson)                    | 116 | 41  | 19 | 26 | —  | 93 | 17 | 73  | 13 | — | — | —  |                                                                | Bush                          |
| 2015                                                                         | "So Many Pros"                                            | —   | —   | —  | —  | —  | —  | —  | 169 | —  | — | — | —  |                                                                | Bush                          |
| "—" Denota singles que não entraram na parada ou não foram lançados no país. |                                                           |     |     |    |    |    |    |    |     |    |   |   |    |                                                                |                               |

### Como artista convidado
| Ano                                                                          | Título                                                                                             | Desempenho nas paradas | Desempenho nas paradas | Desempenho nas paradas | Desempenho nas paradas | Desempenho nas paradas | Desempenho nas paradas | Desempenho nas paradas | Desempenho nas paradas | Desempenho nas paradas | Desempenho nas paradas | Certificações                                                                                | Álbum                                                 |
| Ano                                                                          | Título                                                                                             | EUA                    | EUA R&B                | EUA Rap                | AUS                    | AUT                    | ALE                    | IRL                    | NZL                    | SUI                    | UK                     | Certificações                                                                                | Álbum                                                 |
| ---------------------------------------------------------------------------- | -------------------------------------------------------------------------------------------------- | ---------------------- | ---------------------- | ---------------------- | ---------------------- | ---------------------- | ---------------------- | ---------------------- | ---------------------- | ---------------------- | ---------------------- | -------------------------------------------------------------------------------------------- | ----------------------------------------------------- |
| 1992                                                                         | "Deep Cover" (Dr. Dre com Snoop Doggy Dogg)                                                        | —                      | 46                     | 4                      | —                      | —                      | —                      | —                      | —                      | —                      | —                      |                                                                                              | Deep Cover                                            |
| 1993                                                                         | "Nuthin' but a 'G' Thang" (Dr. Dre com Snoop Doggy Dogg)                                           | 2                      | 1                      | 1                      | 63                     | —                      | —                      | —                      | 39                     | —                      | 31                     | - : Platina                                                                                  | The Chronic                                           |
| 1993                                                                         | "Fuck wit Dre Day (And Everybody's Celebratin')" (Dr. Dre com Snoop Doggy Dogg)                    | 8                      | 6                      | 13                     | —                      | —                      | —                      | —                      | 49                     | —                      | 59                     | - : Ouro                                                                                     | The Chronic                                           |
| 1994                                                                         | "Afro Puffs" (The Lady of Rage com Snoop Doggy Dogg)                                               | 57                     | 31                     | 5                      | —                      | —                      | —                      | —                      | —                      | —                      | —                      |                                                                                              | Above the Rim soundtrack                              |
| 1994                                                                         | "What Would You Do" (Tha Dogg Pound com Snoop Doggy Dogg & Jewell)                                 | —                      | —                      | —                      | —                      | —                      | —                      | —                      | —                      | —                      | —                      |                                                                                              | Murder Was the Case                                   |
| 1995                                                                         | "New York, New York" (Tha Dogg Pound com Snoop Doggy Dogg)                                         | —                      | 51                     | —                      | —                      | —                      | —                      | —                      | —                      | —                      | —                      |                                                                                              | Dogg Food                                             |
| 1996                                                                         | "2 of Amerikaz Most Wanted" (Tupac Shakur com Snoop Doggy Dogg)                                    | —                      | —                      | —                      | —                      | —                      | —                      | —                      | —                      | —                      | —                      |                                                                                              | All Eyez on Me                                        |
| 1996                                                                         | "Never Leave Me Alone" (Nate Dogg com Snoop Dogg)                                                  | 33                     | 22                     | —                      | —                      | —                      | —                      | —                      | 2                      | —                      | —                      |                                                                                              | G-Funk Classics, Vols. 1 & 2                          |
| 1998                                                                         | "Unify"[E] (Kid Capri com Slick Rick & Snoop Dogg)                                                 | 113                    | 62                     | 24                     | —                      | —                      | —                      | —                      | —                      | —                      | —                      |                                                                                              | Soundtrack to the Streets                             |
| 1998                                                                         | "Come and Get with Me" (Keith Sweat com Snoop Dogg)                                                | 12                     | 6                      | —                      | 56                     | —                      | —                      | —                      | 16                     | —                      | 58                     | - : Ouro                                                                                     | Still in the Game                                     |
| 1999                                                                         | "We Be Puttin' It Down!" (Bad Azz com Snoop Dogg)                                                  | —                      | 62                     | 8                      | —                      | —                      | —                      | —                      | —                      | —                      | —                      |                                                                                              | Word on tha Streets                                   |
| 1999                                                                         | "Cali Chronic" (Harlem World com Snoop Dogg)                                                       | —                      | 87                     | —                      | —                      | —                      | —                      | —                      | —                      | —                      | —                      |                                                                                              | The Movement                                          |
| 1999                                                                         | "Still D.R.E." (Dr. Dre com Snoop Dogg)                                                            | 93                     | 32                     | 11                     | —                      | —                      | —                      | 14                     | —                      | —                      | 6                      | - : Prata                                                                                    | 2001                                                  |
| 1999                                                                         | "Chin Check" (N.W.A com Snoop Dogg)                                                                | —                      | 71                     | 1                      | —                      | —                      | —                      | —                      | —                      | —                      | —                      |                                                                                              | Next Friday                                           |
| 2000                                                                         | "Bow Wow (That's My Name)" (Lil' Bow Wow com Snoop Dogg)                                           | 21                     | 9                      | 1                      | 6                      | 18                     | 9                      | 13                     | 17                     | 4                      | 6                      | - : Platina                                                                                  | Beware of Dog                                         |
| 2000                                                                         | "Crybaby" (Mariah Carey com Snoop Dogg)                                                            | 28                     | 23                     | —                      | —                      | —                      | —                      | —                      | —                      | —                      | —                      |                                                                                              | Rainbow                                               |
| 2000                                                                         | "The Next Episode" (Dr. Dre com Snoop Dogg & Nate Dogg)                                            | 23                     | 11                     | 9                      | —                      | —                      | 34                     | 11                     | —                      | 34                     | 3                      | - : Prata                                                                                    | 2001                                                  |
| 2000                                                                         | "Ya Style" (Sylk-E. Fyne com Snoop Dogg & Bizzy Bone)                                              | —                      | —                      | 17                     | —                      | —                      | —                      | —                      | —                      | —                      | —                      |                                                                                              | Tha Cum Up                                            |
| 2000                                                                         | "Game Don't Wait" (Warren G com Nate Dogg, Snoop Dogg & Xzibit)                                    | —                      | 58                     | —                      | —                      | —                      | —                      | —                      | —                      | —                      | —                      |                                                                                              | I Want It All                                         |
| 2000                                                                         | "X" (Xzibit com Dr. Dre & Snoop Dogg)                                                              | 76                     | 32                     | 36                     | —                      | 19                     | —                      | —                      | —                      | 5                      | 14                     |                                                                                              | Restless                                              |
| 2001                                                                         | "You" (Lucy Pearl com Snoop Dogg & Q-Tip)                                                          | —                      | 64                     | —                      | —                      | —                      | —                      | —                      | —                      | —                      | —                      |                                                                                              | Lucy Pearl                                            |
| 2001                                                                         | "Pop Lockin" (Silkk the Shocker com Snoop Dogg & Goldie Loc)                                       | —                      | 64                     | —                      | —                      | —                      | —                      | —                      | —                      | —                      | —                      |                                                                                              | My World, My Way                                      |
| 2002                                                                         | "The Streets" (WC com Snoop Dogg & Nate Dogg)                                                      | 81                     | 43                     | 20                     | —                      | —                      | —                      | 38                     | —                      | —                      | 48                     |                                                                                              | Ghetto Heisman                                        |
| 2002                                                                         | "Bigger Business" (Swizz Beatz com Ron Isley, P. Diddy, Birdman, Jadakiss, Snoop Dogg and Cassidy) | —                      | 72                     | —                      | —                      | —                      | —                      | —                      | —                      | —                      | —                      |                                                                                              | Swizz Beatz Presents G.H.E.T.T.O. Stories             |
| 2003                                                                         | "Holidae In" (Chingy com Ludacris & Snoop Dogg)                                                    | 3                      | 2                      | 2                      | 13                     | —                      | 56                     | 27                     | 4                      | 43                     | 35                     | - : Ouro - : Ouro                                                                            | Jackpot                                               |
| 2003                                                                         | "P.I.M.P." (50 Cent com Snoop Dogg, Lloyd Banks & Young Buck)                                      | 3                      | 2                      | 1                      | 2                      | 12                     | 3                      | 4                      | 2                      | 4                      | 5                      | - : Ouro - : Platina - : Ouro                                                                | Get Rich or Die Tryin'                                |
| 2003                                                                         | "Red Light-Green Light" (Limp Bizkit com Snoop Dogg)                                               | —                      | —                      | —                      | —                      | —                      | —                      | —                      | —                      | —                      | —                      |                                                                                              | Results May Vary                                      |
| 2004                                                                         | "The Way I Am" (Knoc-turn'al com Snoop Dogg)                                                       | —                      | 78                     | —                      | —                      | —                      | —                      | —                      | —                      | —                      | —                      |                                                                                              | The Way I Am                                          |
| 2004                                                                         | "I Wanna Thank Ya" (Angie Stone com Snoop Dogg)                                                    | —                      | 61                     | —                      | —                      | —                      | —                      | —                      | —                      | —                      | 31                     |                                                                                              | Stone Love                                            |
| 2005                                                                         | "Why Cry"[H] (Oowee com Snoop Dogg)                                                                | —                      | 113                    | —                      | —                      | —                      | —                      | —                      | —                      | —                      | —                      |                                                                                              | Single sem álbum                                      |
| 2005                                                                         | "Don't Stop" (Beanie Sigel com Snoop Dogg)                                                         | —                      | 67                     | —                      | —                      | —                      | —                      | —                      | —                      | —                      | —                      |                                                                                              | The B. Coming                                         |
| 2005                                                                         | "Blackout"[I] (Mashonda com Nas & Snoop Dogg)                                                      | —                      | 96                     | —                      | —                      | —                      | —                      | —                      | —                      | —                      | —                      |                                                                                              | January Joy                                           |
| 2005                                                                         | "Real Soon"[J] (DPGC com Snoop Dogg & Nate Dogg)                                                   | —                      | 103                    | —                      | 49                     | —                      | —                      | —                      | —                      | —                      | —                      |                                                                                              | Welcome to tha Chuuch: Da Album                       |
| 2006                                                                         | "Say Somethin' (Mariah Carey com Snoop Dogg)                                                       | 79                     | —                      | —                      | 26                     | —                      | 63                     | 23                     | —                      | 55                     | 28                     |                                                                                              | The Emancipation of Mimi                              |
| 2006                                                                         | "Buttons" (The Pussycat Dolls com Snoop Dogg)                                                      | 3                      | —                      | —                      | 2                      | 1                      | 4                      | 4                      | 1                      | 3                      | 3                      | - : Platina - : Platina - : Prata - : Ouro                                                   | PCD                                                   |
| 2006                                                                         | "Keep Bouncin' (Too Short com Snoop Dogg & will.i.am)                                              | —                      | 93                     | —                      | —                      | —                      | —                      | —                      | —                      | —                      | —                      |                                                                                              | Blow the Whistle                                      |
| 2006                                                                         | "Gangsta Zone" (Daddy Yankee com Snoop Dogg)                                                       | —                      | —                      | —                      | —                      | —                      | —                      | —                      | —                      | —                      | —                      |                                                                                              | Barrio Fino en Directo                                |
| 2006                                                                         | "Cali Iz Active"[K] (Tha Dogg Pound com Snoop Dogg)                                                | —                      | 114                    | —                      | —                      | —                      | —                      | —                      | —                      | —                      | —                      |                                                                                              | Cali Iz Active                                        |
| 2006                                                                         | "Gangsta Walk" (Coolio com Snoop Dogg)                                                             | —                      | —                      | —                      | 67                     | 75                     | —                      | —                      | —                      | 56                     | 67                     |                                                                                              | The Return of the Gangsta                             |
| 2006                                                                         | "Go to Church"[L] (Ice Cube com Lil Jon & Snoop Dogg)                                              | 121                    | 67                     | 25                     | —                      | —                      | —                      | —                      | —                      | —                      | —                      |                                                                                              | Laugh Now, Cry Later                                  |
| 2006                                                                         | "Hollywood Divorce"[M] (Outkast com Snoop Dogg & Lil Wayne)                                        | —                      | 120                    | —                      | —                      | —                      | —                      | —                      | —                      | —                      | —                      |                                                                                              | Idlewild                                              |
| 2006                                                                         | "That Girl" (Pharrell Williams com Snoop Dogg & Charlie Wilson)                                    | —                      | —                      | —                      | —                      | —                      | —                      | —                      | —                      | —                      | —                      |                                                                                              | In My Mind                                            |
| 2007                                                                         | "My 64"[N] (Mike Jones com Bun B & Snoop Dogg)                                                     | 101                    | 53                     | 22                     | —                      | —                      | —                      | —                      | —                      | —                      | —                      |                                                                                              | The American Dream                                    |
| 2007                                                                         | "What a Job"[O] (Devin the Dude com Snoop Dogg & André 3000)                                       | —                      | 124                    | —                      | —                      | —                      | —                      | —                      | —                      | —                      | —                      |                                                                                              | Waiting to Inhale                                     |
| 2007                                                                         | "9mm"[P] (David Banner com Akon, Lil Wayne & Snoop Dogg)                                           | 115                    | 66                     | —                      | —                      | —                      | —                      | —                      | —                      | —                      | —                      |                                                                                              | The Greatest Story Ever Told                          |
| 2007                                                                         | "Real Man" (Lexington Bridge com Snoop Dogg)                                                       | —                      | —                      | —                      | —                      | 66                     | 16                     | —                      | —                      | —                      | —                      |                                                                                              | The Vibe                                              |
| 2007                                                                         | "Vibe" (Tha Dogg Pound com Snoop Dogg)                                                             | —                      | —                      | —                      | —                      | —                      | —                      | —                      | —                      | —                      | —                      |                                                                                              | Dogg Chit                                             |
| 2007                                                                         | "Ghetto"[Q] (Kelly Rowland com Snoop Dogg)                                                         | —                      | 109                    | —                      | —                      | —                      | —                      | —                      | —                      | —                      | —                      |                                                                                              | Ms. Kelly                                             |
| 2008                                                                         | "Lose Your Life" (The Alchemist com Snoop Dogg, Jadakiss & Pusha T)                                | —                      | —                      | —                      | —                      | —                      | —                      | —                      | —                      | —                      | —                      |                                                                                              | Chemical Warfare                                      |
| 2008                                                                         | "I'm Toe Up (Remix)" (Problem com DJ Felli Fel, DJ Quik, Kurupt, Terrace Martin & Snoop Dogg)      | —                      | —                      | —                      | —                      | —                      | —                      | —                      | —                      | —                      | —                      |                                                                                              | Single sem álbum                                      |
| 2009                                                                         | "Bottle Pop" (The Pussycat Dolls com Snoop Dogg)                                                   | —                      | —                      | —                      | 17                     | —                      | —                      | —                      | —                      | —                      | —                      |                                                                                              | Doll Domination                                       |
| 2009                                                                         | "Day Dreaming" (DJ Drama com Akon, Snoop Dogg & T.I.)                                              | —                      | 88                     | —                      | —                      | —                      | —                      | —                      | 33                     | —                      | —                      |                                                                                              | Gangsta Grillz: The Album (Vol. 2)                    |
| 2009                                                                         | "I Do"[R] (Lil Jon com Snoop Dogg & Swizz Beatz)                                                   | —                      | 101                    | —                      | —                      | —                      | —                      | —                      | —                      | —                      | —                      |                                                                                              | Single sem álbum                                      |
| 2009                                                                         | "Swagger" (Grandmaster Flash com Red Café, Snoop Dogg & Lynda Carter)                              | —                      | —                      | —                      | —                      | —                      | —                      | —                      | —                      | —                      | —                      |                                                                                              | The Bridge (Concept of a Culture)                     |
| 2009                                                                         | "Groove On" (Timati com Snoop Dogg)                                                                | —                      | —                      | —                      | —                      | —                      | 62                     | —                      | —                      | —                      | —                      |                                                                                              | The Boss                                              |
| 2009                                                                         | "Light My Fire" (Mr. Capone-E com Snoop Dogg)                                                      | —                      | —                      | —                      | —                      | —                      | —                      | —                      | —                      | —                      | —                      |                                                                                              | Diary of a G                                          |
| 2009                                                                         | "Dime Piece" (LiLana com Snoop Dogg & Big Sha)                                                     | —                      | —                      | —                      | —                      | —                      | —                      | —                      | —                      | —                      | —                      |                                                                                              | Single sem álbum                                      |
| 2009                                                                         | "Hot Girl" (Belly com Snoop Dogg)                                                                  | —                      | —                      | —                      | —                      | —                      | —                      | —                      | —                      | —                      | —                      |                                                                                              | Back for the First Time Vol. 1 / Sleepless Nights 1.5 |
| 2009                                                                         | "Oh Yeah"[S] (Jaicko com Snoop Dogg)                                                               | —                      | 104                    | —                      | —                      | —                      | —                      | —                      | —                      | —                      | —                      |                                                                                              | Can I                                                 |
| 2010                                                                         | "All I Do Is Win" (DJ Khaled com T-Pain, Ludacris, Rick Ross & Snoop Dogg)                         | 24                     | 8                      | 6                      | —                      | —                      | —                      | —                      | —                      | —                      | 98                     | - : 2× Platina                                                                               | Victory                                               |
| 2010                                                                         | "We Are the World 25 for Haiti" (Como membro do Artists for Haiti)                                 | 2                      | —                      | —                      | 18                     | —                      | —                      | 9                      | 8                      | —                      | 50                     |                                                                                              | Single sem álbum                                      |
| 2010                                                                         | "Last Night (Kinkos)" (Omarion com Snoop Dogg)                                                     | —                      | 88                     | —                      | —                      | —                      | —                      | —                      | —                      | —                      | —                      |                                                                                              | Ollusion                                              |
| 2010                                                                         | "California Gurls" (Katy Perry com Snoop Dogg)                                                     | 1                      | —                      | —                      | 1                      | 3                      | 3                      | 1                      | 1                      | 4                      | 1                      | - : 4× Platina - : 5× Platina - : Platina - : Platina - : Platina - : Platina - : 2× Platina | Teenage Dream                                         |
| 2010                                                                         | "It's in the Mornin"[T] (Robin Thicke com Snoop Dogg)                                              | 117                    | 25                     | —                      | —                      | —                      | —                      | —                      | —                      | —                      | —                      |                                                                                              | Sex Therapy                                           |
| 2010                                                                         | "Get 'Em Girls" (Jessica Mauboy com Snoop Dogg)                                                    | —                      | —                      | —                      | 19                     | —                      | —                      | —                      | —                      | —                      | —                      |                                                                                              | Get 'Em Girls                                         |
| 2010                                                                         | "Mr. Romeo" (Emii com Snoop Dogg)                                                                  | —                      | —                      | —                      | —                      | —                      | —                      | —                      | —                      | —                      | —                      |                                                                                              | Single sem álbum                                      |
| 2010                                                                         | "Kush" (Dr. Dre com Snoop Dogg & Akon)                                                             | 34                     | 43                     | 11                     | 81                     | —                      | —                      | —                      | —                      | 59                     | 57                     |                                                                                              | Single sem álbum                                      |
| 2011                                                                         | "Boyfriend" (Big Time Rush com Snoop Dogg)                                                         | 72                     | —                      | —                      | 56                     | 55                     | 49                     | —                      | —                      | —                      | 76                     | - : Platina                                                                                  | B.T.R.                                                |
| 2011                                                                         | "Mr Endowed (Remix)" (D'banj com Snoop Dogg)                                                       | —                      | —                      | —                      | —                      | —                      | —                      | —                      | —                      | —                      | —                      |                                                                                              | Single sem álbum                                      |
| 2011                                                                         | "Last Night" (Ian Carey com Snoop Dogg & Bobby Anthony)                                            | —                      | —                      | —                      | 15                     | —                      | —                      | —                      | —                      | —                      | —                      | - : Platina                                                                                  | Single sem álbum                                      |
| 2011                                                                         | "If I Was You (OMG)" (Far East Movement com Snoop Dogg)                                            | —                      | —                      | —                      | 63                     | —                      | —                      | —                      | 18                     | —                      | —                      |                                                                                              | Free Wired                                            |
| 2011                                                                         | "Turtleneck & Chain" (The Lonely Island com Snoop Dogg)                                            | —                      | —                      | —                      | —                      | —                      | —                      | —                      | —                      | —                      | —                      |                                                                                              | Turtleneck & Chain                                    |
| 2011                                                                         | "The Mack" (Mann com Snoop Dogg and Iyaz)                                                          | —                      | —                      | —                      | 68                     | —                      | —                      | —                      | —                      | —                      | 28                     |                                                                                              | Mann's World                                          |
| 2011                                                                         | "I Drink I Smoke" (Belly com Snoop Dogg)                                                           | —                      | —                      | —                      | —                      | —                      | —                      | —                      | —                      | —                      | —                      |                                                                                              | Sleepless Nights 1.5                                  |
| 2012                                                                         | "I'm Day Dreaming" (Redd com Akon & Snoop Dogg)                                                    | —                      | —                      | —                      | —                      | 41                     | 53                     | —                      | —                      | 29                     | 71                     |                                                                                              | Single sem álbum                                      |
| 2012                                                                         | "Never Let U Go" (Kato com Snoop Dogg & Brandon Beal)                                              | —                      | —                      | —                      | —                      | —                      | —                      | —                      | —                      | —                      | —                      |                                                                                              | Single sem álbum                                      |
| 2012                                                                         | "Slow Motion" ([Lee.M & J. Pearl com Iyaz & Snoop Dogg)                                            | —                      | —                      | —                      | —                      | —                      | —                      | —                      | —                      | —                      | —                      |                                                                                              | Single sem álbum                                      |
| 2012                                                                         | "Emergency" (Audio Playground com Snoop Dogg)                                                      | —                      | —                      | —                      | —                      | —                      | —                      | —                      | —                      | —                      | —                      |                                                                                              | Single sem álbum                                      |
| 2013                                                                         | "Major Distribution"[U] (50 Cent com Snoop Dogg & Young Jeezy)                                     | 113                    | 43                     | —                      | —                      | —                      | —                      | —                      | —                      | —                      | 166                    |                                                                                              | Street King Immortal                                  |
| 2013                                                                         | "That Kinda Girl" (RC & The Gritz com Snoop Dogg & Raheem DeVaughn)                                | —                      | —                      | —                      | —                      | —                      | —                      | —                      | —                      | —                      | —                      |                                                                                              | Single sem álbum                                      |
| 2013                                                                         | "Redlight" (Eddie Murphy com Snoop Lion)                                                           | —                      | —                      | —                      | —                      | —                      | —                      | —                      | —                      | —                      | —                      |                                                                                              | 9                                                     |
| 2014                                                                         | "Dynamite" (Afrojack com Snoop Dogg)                                                               | —                      | —                      | —                      | —                      | —                      | —                      | —                      | —                      | —                      | —                      |                                                                                              | Forget the World                                      |
| 2014                                                                         | "Wiggle" (Jason Derulo com Snoop Dogg)                                                             | 5                      | 3                      | —                      | 3                      | 5                      | 7                      | 10                     | 9                      | 9                      | 8                      | - : Platina - : Platina - : Prata - : Ouro                                                   | Talk Dirty                                            |
| 2014                                                                         | "Hangover" (Psy com Snoop Dogg)                                                                    | 26                     | —                      | 3                      | —                      | —                      | —                      | —                      | —                      | —                      | —                      |                                                                                              | TBA                                                   |
| 2014                                                                         | "You and Your Friends" (Wiz Khalifa com Ty Dolla Sign & Snoop Dogg)                                | 82                     | 21                     | 18                     | —                      | —                      | —                      | —                      | —                      | —                      | —                      |                                                                                              | Blacc Hollywood                                       |
| 2014                                                                         | "Stuck On a Feeling" (Prince Royce com Snoop Dogg)                                                 | 43                     | —                      | —                      | 37                     | —                      | —                      | —                      | —                      | —                      | —                      |                                                                                              | TBA                                                   |
| 2015                                                                         | "Dumb Shit" (Tyrese com Snoop Dogg)                                                                | —                      | —                      | —                      | —                      | —                      | —                      | —                      | —                      | —                      | —                      |                                                                                              | Black Rose                                            |
| "—" Denota singles que não entraram na parada ou não foram lançados no país. | |                        |                        |                        |                        |                        |                        |                        |                        |                        |                        |                                                                                              |                                                       |

## Singles promocionais
| Ano                                                                                       | Título | Melhor posição | Melhor posição | Melhor posição | Álbum                   |
| Ano                                                                                       | Título | EUA R&B        | BEL            | FRA            | Álbum                   |
| ----------------------------------------------------------------------------------------- | --- | -------------- | -------------- | -------------- | ----------------------- |
| 2000                                                                                      | "G's Iz G's" (Remix) (Tash com Snoop Dogg, Kurupt and Xzibit)                                                   | —              | —              | —              | Single sem álbum        |
| 2000                                                                                      | "Bitch Please II" (Eminem com Dr. Dre, Nate Dogg, Snoop Dogg and Xzibit)                                        | 61             | —              | —              | The Marshall Mathers LP |
| 2007                                                                                      | "Double Up" (R. Kelly com Snoop Dogg)                                                                           | 101            | —              | —              | Double Up               |
| 2009                                                                                      | "Ice Cream Paint Job" (West Coast Remix) (Dorrough com Snoop Dogg, Nipsey Hussle, Soulja Boy, E-40 & Jim Jones) | —              | —              | —              | Single sem álbum        |
| 2010                                                                                      | "Ghetto Commandments" (T-Pain featuring Snoop Dogg and Mack Maine)                                              | —              | —              | —              | Ghetto Commandments     |
| 2010                                                                                      | "New Year's Eve" (com Marty James)                                                                              | 66             | —              | —              | Single sem álbum        |
| 2010                                                                                      | "She Smashed the Homie" (E-40 com Snoop Dogg & Ray J)                                                           | —              | —              | —              | Single sem álbum        |
| 2010                                                                                      | "Black and Yellow" (G-Mix) (Wiz Khalifa com Juicy J, Snoop Dogg & T-Pain)                                       | —              | —              | —              | Single sem álbum        |
| 2011                                                                                      | "Gangbang Rookie"                                                                                               | —              | —              | —              | Doggumentary            |
| 2012                                                                                      | "Oh Yeah" (Chris Brown com Snoop Dogg & 2 Chainz)                                                               | —              | —              | —              | Single sem álbum        |
| 2012                                                                                      | "La La La" | —              | 71             | —              | Reincarnated            |
| 2013                                                                                      | "Torn Apart" (com Rita Ora)                                                                                     | —              | 44             | —              | Reincarnated            |
| 2013                                                                                      | "Ain't Worried About Nothin'" (Remix) (French Montana com Diddy, Rick Ross & Snoop Dogg)                        | —              | —              | —              | Single sem álbum        |
| 2013                                                                                      | "Let The Bass Go"                                                                                               | —              | —              | —              | Turbo                   |
| 2014                                                                                      | "Viser Le K.O." (David Carreira com Snoop Dogg)                                                                 | —              | 4              | 167            | Tout recommencer        |
| "—" Denota singles promocionais que não entraram na parada ou não foram lançados no país. | |                |                |                |                         |

## Outras canções que entraram nas paradas
| 1993                                                                         | "Murder Was the Case"                                                                          | 67  | —   | 36 | —  | —  | —  | —  | —  | Doggystyle                              |
| 1993                                                                         | "Lodi Dodi"                                                                                    | 63  | —   | 34 | —  | —  | —  | —  | —  | Doggystyle                              |
| 1996                                                                         | "Santa Claus Goes Straight to the Ghetto" (com Daz Dillinger, Nate Dogg, Tray Deee & Bad Azz ) | —   | 75  | —  | —  | —  | —  | —  | —  | Christmas on Death Row                  |
| 1997                                                                         | "Midnight Love"                                                                                | —   | 69  | —  | —  | —  | —  | —  | —  | sem álbum                               |
| 1998                                                                         | "Feels So Good" (Tha Eastsidaz com Snoop Dogg)                                                 | —   | 106 | —  | —  | —  | —  | —  | —  | Ride soundtrack                         |
| 1999                                                                         | "Snoopafella"                                                                                  | —   | 116 | —  | —  | —  | —  | —  | —  | No Limit Top Dogg                       |
| 1999                                                                         | "Fuck You" (Dr. Dre com Snoop Dogg & Devin the Dude)                                           | —   | 61  | —  | —  | —  | —  | —  | —  | 2001                                    |
| 2000                                                                         | "WW III" (com Yung Wun, Scarface & Jadakiss)                                                   | —   | 77  | —  | —  | —  | —  | —  | —  | Ryde or Die Vol. 2                      |
| 2001                                                                         | "Ladies & Gents" (Angie Martinez com Snoop Dogg)                                               | —   | 117 | —  | —  | —  | —  | —  | —  | Up Close and Personal                   |
| 2002                                                                         | "Paper'd Up" (com Kokane & Traci Nelson)                                                       | —   | —   | —  | —  | —  | 58 | 76 | —  | Paid Tha Cost To Be Da Bo$$             |
| 2003                                                                         | "Dance with Me"[Z] (com Marvin Gaye)                                                           | —   | 122 | —  | —  | —  | —  | —  | —  | True Crime: Streets of LA soundtrack    |
| 2004                                                                         | "Girl Like U" (com Nelly)                                                                      | —   | 115 | —  | —  | —  | —  | —  | —  | R&G (Rhythm & Gangsta): The Masterpiece |
| 2006                                                                         | "Imagine" (com D'Angelo & Dr. Dre)                                                             | —   | 107 | —  | —  | —  | —  | —  | —  | Tha Blue Carpet Treatment               |
| 2006                                                                         | "Crazy" (com Nate Dogg)                                                                        | —   | —   | —  | —  | —  | —  | 79 | —  | Tha Blue Carpet Treatment               |
| 2011                                                                         | "Smokin' On" (com Wiz Khalifa & Juicy J)                                                       | 117 | —   | —  | —  | —  | —  | —  | —  | Mac & Devin Go to High School           |
| 2012                                                                         | "Bad Mutha" (Verse Simmonds com Snoop Dogg)                                                    | —   | 112 | —  | —  | —  | —  | —  | —  | Sex, Love & Hip Hop                     |
| 2012                                                                         | "Smoke The Weed" (com Collie Buddz)                                                            | —   | —   | —  | 3  | 78 | —  | —  | 60 | Reincarnated                            |
| 2013                                                                         | "The Good Good"                                                                                | —   | —   | —  | 16 | —  | —  | —  | —  | Reincarnated                            |
| 2013                                                                         | "Remedy" (com Busta Rhymes & Chris Brown)                                                      | —   | —   | —  | 4  | —  | —  | —  | —  | Reincarnated                            |
| 2013                                                                         | "Rebel Way"                                                                                    | —   | —   | —  | 20 | —  | —  | —  | —  | Reincarnated                            |
| "—" Denota singles que não entraram na parada ou não foram lançados no país. |                                                                                                |     |     |    |    |    |    |    |    |                                         |